# Robert Walker (Mathematiker)
Robert John Walker (* 5. Mai 1909 in Pittsburgh, Pennsylvania; † 25. November 1992 ebenda) war ein US-amerikanischer Mathematiker, der sich mit algebraischer Geometrie beschäftigte.
Walker promovierte 1934 bei Solomon Lefschetz an der Princeton University über die Auflösung von Singularitäten algebraischer Flächen (Reduction of the Singularities of an Algebraic Surface). 1950 erschien sein Lehrbuch Algebraic Curves (Princeton University Press, in Neuauflage Springer 1978), das in den USA als Klassiker gilt. Er war 1938 bis zu seiner Emeritierung 1974 Professor an der Cornell University, wo er in den 1950er Jahren zehn Jahre Vorsitzender der mathematischen Fakultät war. Er war mit Richard Conway wesentlich an der Etablierung der Informatik-Abteilung in Cornell in den 1960er Jahren beteiligt und war bis 1968 auch zur Hälfte in der Informatik (Computer Science) Fakultät der Universität.
In seiner Dissertation bewies er die Auflösbarkeit von Singularitäten algebraischer Flächen über den komplexen Zahlen. Der Beweis der  Auflösbarkeit von Singularitäten für algebraische Kurven über den komplexen Zahlen war schon seit dem 19. Jahrhundert bekannt. Für die nächsthöhere Dimension, algebraische Flächen, existierten vor Walker aber keine strengen Beweise, sondern nur Beweisskizzen von Beppo Levi (1899), Oscar Chisini (1921) und Giacomo Albanese (1924). 1939 gab Oscar Zariski einen rein algebraischen Beweis für algebraische Flächen und Kurven über Körpern der Charakteristik 0 (zu denen auch die komplexen Zahlen gehören). Für den allgemeinen Fall von algebraischen Varietäten beliebiger Dimension über Körpern der Charakteristik 0 bewies dies 1964 Heisuke Hironaka.